# Hermann Lang (Mediziner)
Hermann Lang (* 3. Juli 1938 in Rosenberg (Baden); † 31. Dezember 2019 in Würzburg) war ein deutscher Psychiater und Psychoanalytiker.

## Leben
Hermann Lang studierte Philosophie, Psychologie und Medizin in Heidelberg und Paris. Er wurde 1972 mit einer Dissertation zum Thema Die Sprache und das Unbewußte bei Hans-Georg Gadamer zum Doktor der Philosophie und anschließend mit einer Dissertation Zur Rolle und Position des Vaters bei Schizophrenen zum Doktor der Medizin promoviert.
1979 reichte er seine Habilitationsschrift mit dem Titel Die Strukturale Triade – struktural-analytische Untersuchungen zur familiären Tiefenstruktur bei Schizophrenen ein. Ein Jahr später wurde Hermann Lang die Leitung der Abteilung für Psychotherapie und Medizinische Psychologie an der Psychosomatischen Klinik der Ruprecht-Karls-Universität Heidelberg übertragen. Er erhielt 1986 den Wissenschaftspreis der Dr. Margrit Egnér-Stiftung. 1988 übernahm er die Aufgabe des Dekans der Medizinischen Fakultät in Heidelberg. Zum Neujahrstag 1990 wurde Lang an der Universität Würzburg als Professor für Psychotherapie und Medizinische Psychologie zuständig.

## Veröffentlichungen (Auswahl)
- Die Sprache und das Unbewusste. Jacques Lacans Grundlegung der Psychoanalyse. Suhrkamp, Frankfurt am Main 1973 (erneut 1986, 1993)
- Medizinische Psychologie und Soziologie. (mit Hermann Faller und unter Mitarb. von K. Koepsell). Springer, Berlin / Heidelberg u. a. 1998 (mehrere, z. T. überarb. Auflagen)
- Strukturale Psychoanalyse. Suhrkamp, Frankfurt am Main 2000
- Das Gespräch als Therapie. Suhrkamp, Frankfurt am Main 2000
- Die strukturale Triade und die Entstehung früher Störungen. Klett-Cotta, Stuttgart 2011
- Der gehemmte Rebell. Struktur, Psychodynamik und Therapie von Menschen mit Zwangsstörungen. Klett-Cotta, Stuttgart 2015.